# Hydro (Oklahoma)
Hydro is een plaats (town) in de Amerikaanse staat Oklahoma, en valt bestuurlijk gezien onder Blaine County en Caddo County.

## Demografie
Bij de volkstelling in 2000 werd het aantal inwoners vastgesteld op 1060.
In 2006 is het aantal inwoners door het United States Census Bureau geschat op 1037, een daling van 23 (-2,2%).

## Geografie
Volgens het United States Census Bureau beslaat de plaats een oppervlakte van
1,6 km², geheel bestaande uit land. Hydro ligt op ongeveer 474 m boven zeeniveau.

## Plaatsen in de nabije omgeving
De onderstaande figuur toont nabijgelegen plaatsen in een straal van 28 km rond Hydro.